# Thoris sexguttata
Thoris sexguttata är en skalbaggsart som beskrevs av Carter 1929. Thoris sexguttata ingår i släktet Thoris och familjen långhorningar. Inga underarter finns listade i Catalogue of Life.